# کلیسای مارگیورگیز، مریم
کلیسای مارگیورگیز، مریم مربوط به دوره قاجار است و در شهرستان اورمیه، روستای گل پرچین (گلپاشین) واقع شده و این اثر در تاریخ ۳ اسفند ۱۳۷۷ با شمارهٔ ثبت ۲۲۰۹ به‌عنوان یکی از آثار ملی ایران به ثبت رسیده است.